# Reganochromis calliurus
Reganochromis calliurus är en fiskart som först beskrevs av Boulenger, 1901.  Reganochromis calliurus ingår i släktet Reganochromis och familjen Cichlidae. IUCN kategoriserar arten globalt som livskraftig. Inga underarter finns listade i Catalogue of Life.